# 安布羅西亞米爾 (亞利桑那州)
安布羅西亞米爾（英語：Ambrosia Mill）是位於美國亞利桑那州馬里科帕縣的一個非建制地區。該地的面積和人口皆未知。

## 地理
安布羅西亞米爾的座標為33°47′59″N 113°10′57″W / 33.79972°N 113.18250°W，而該地的平均海拔高度為674米（即2211英尺）。